# Samuel van Hoogstraten (artiste)
Pour les articles homonymes, voir Samuel van Hoogstraten.
Samuel Dirksz van Hoogstraten, né le 2 août 1627 à Dordrecht où il est mort le 19 octobre 1678, est un peintre, graveur, poète et théoricien de l'art néerlandais (Provinces-unies) du siècle d’or.
Il réalisa aussi bien des portraits que des scènes de genre, des paysages, des peintures de sujets historiques, des représentations d’animaux et des natures mortes.

## Biographie
Samuel van Hoogstraten, né le 2 août 1627 à Dordrecht, fait d’abord son apprentissage vers 1640 dans sa ville natale auprès de son père, Dirk van Hoogstraten. À la mort de celui-ci, en décembre 1640, il part vivre à Amsterdam, où il fréquente, jusqu'en 1648, l’atelier de Rembrandt en même temps que Carel Fabritius et Abraham Furnerius. Il se met ensuite à enseigner à son tour. Après avoir peint des portraits à La Haye, il revient à Dordrecht, avant la fin de l'année 1647
Il entreprend ensuite, à partir du 16 mai 1651, une série de voyages : jusqu'en 1652, il se trouve en Allemagne — après avoir visité Arnheim et Cologne, il séjourne trois jours à Francfort et cinq à Augsbourg — puis, via Ratisbonne, à Vienne, où son frère Jan van Hoogstraten était établi comme peintre d’histoire et de scènes de genre. Là, il est accueilli le 23 juin 1651 par Ferdinand III, qui lui remet une médaille d’honneur, une décoration que le peintre allait représenter dans bon nombre de ses œuvres, notamment des natures mortes, et dans des livres.
Van Hoogstraten passe l’année 1652 à Rome, où il figure parmi les membres des Bentvueghels — ceux-ci lui donneront le surnom de Batavier (« le Batave »). Il visite également Naples, avant de revenir à Vienne l’année suivante.
En 1654, il est de retour à Dordrecht. Il s'y marie en juin 1656, et y exercera la fonction de directeur d’un hôtel des monnaies. Il quitte de nouveau sa ville natale entre 1662 et 1666, période qu’il passe à Londres, et entre 1668 et 1671, période durant laquelle il séjourne à La Haye ; le 21 janvier 1668, il y devient membre de la Confrérie Pictura.
Il est mort le 19 octobre 1678 à Dordrecht.

## Œuvre

### Analyse de l'œuvre
De Van Hoogstraten ont été conservées un certain nombre d’œuvres témoignant qu’il s’efforça d’imiter différents styles à différentes périodes. Dans ses premières œuvres, dont son autoportrait de 1644, il imite Rembrandt. Il poursuit dans cette veine au moins jusqu’en 1653, année où il réalise son Homme à la fenêtre. Ce tableau, l’un des exemples les plus caractéristiques de sa manière, fait partie des collections du musée d'Histoire de l'art de Vienne.
Une vue de la Burgplatz de Vienne, datée de 1652, montre son talent comme peintre d’architecture. Contrastant avec cette œuvre, des toiles comme Femme lisant une lettre en traversant une cour (La Haye, Mauritshuis) ou Femme consultant un docteur (Amsterdam, Rijksmuseum) imitent Pieter de Hooch (1629-1684). Parmi ses autres sources d’inspiration, on peut citer Jan Steen (1626-1679) et Gabriel Metsu (1629-1667). L’une des dernières œuvres qui soient restées de lui est un portrait de Mathys Van den Brouck, daté de 1670.
Van Hoogstraten utilisa également son habileté à rendre la perspective pour construire des boîtes d’optique. Par exemple, sa Boîte d’optique avec des vues intérieures d’une maison néerlandaise contient des vues convaincantes en trois dimensions qui peuvent être observées par des orifices situés de chaque côté de la boîte.
C’est peut-être sous l’influence de Carel Fabritius qu’il commença à s’intéresser à la problématique de la perspective et, en même temps, à celle du trompe-l'œil en peinture, qu’il mit du reste en pratique pour la décoration de certains intérieurs (La Haye, Mauritshuis).
Il est également l’auteur de gravures, et certaines de ses estampes sont toujours conservées. Son portrait, qu’il grava lui-même à l’âge de 50 ans, existe toujours.
Van Hoogstraten doit sa célébrité à une carrière à multiples facettes, comme poète et peintre, mais aussi à son ardeur à gravir les échelons sociaux. En plus de diriger un hôtel des monnaies, il consacra une partie de son temps à des travaux littéraires. Son œuvre maîtresse est un livre sur la peinture : Inleyding tot de Hooge Schoole der Schilderkonst (Introduction à l'école supérieure de la peinture, Rotterdam, 1677) qui est, autant par son volume que par son envergure théorique, l’un des traités du genre les plus ambitieux qui aient été publiés aux Pays-Bas au XVIIe siècle. Il y traite de questions telles que la persuasion et l’illusion picturales, les principes moraux du peintre et la relation entre la peinture et la philosophie, avec des références à différents auteurs anciens ou contemporains. Tout en étant une réaction aux idées internationales, celles essentiellement du sud de l’Europe, que Van Hoogstraten a pu rencontrer au cours de ses voyages, le traité est également le reflet de discussions et de réflexions de l’époque sur l’art pratiqué par les ateliers néerlandais. Le livre devait connaître un certain succès ; il compte, avec les œuvres de Carel Van Mander (1548-1606) ou d’Arnold Houbraken (1660-1719), parmi les classiques de la littérature sur l’art.
Van Hoogstraten a aussi composé des sonnets et des tragédies. C’est à lui que l’on doit d’avoir rapporté certaines citations connues de Rembrandt.

### Œuvres
- Jeune garçon regardant à travers la fenêtre, après 1640, huile sur toile, 42 × 36 cm, Saint-Pétersbourg, musée de l'Ermitage[4].
- Autoportrait, 1644, Rotterdam, musée Boijmans Van Beuningen.
- Autoportrait,  fin des années 1640, huile sur toile, 102 × 79 cm, Saint-Pétersbourg, musée de l'Ermitage[5].
- Adoration des bergers, 1647, huile sur toile, 58 × 71 cm, musée de Dordrecht[6].
- La Place du château à Vienne, 1652, huile sur toile, 79 × 84 cm, Vienne, musée d'Histoire de l'art[7].
- L'Homme à la fenêtre, 1653, huile sur toile, 111 × 86 cm, Vienne, musée d'Histoire de l'art[8].
- Boîtes d’optique, Londres, National Gallery.
- Intérieur hollandais , dit aussi Les Pantoufles, 1654-1662, huile sur toile, 103 × 70 cm, Paris, musée du Louvre[9].
- Intérieur d'un placard, 1655, 92 × 72 cm, Académie des beaux-arts de Vienne[10].
- Femme consultant un docteur ou La Dame atteinte de chlorose, 1660-1678, huile sur toile, 69 × 55 cm, Amsterdam, Rijksmuseum[11]. Œuvre inspirée par Pieter de Hooch.
- Vue à travers une maison, 1662, huile sur toile, 264 × 136 cm, Dyrham Park[12].
- Nature morte en trompe-l'œil, 1664, huile sur toile, 45 × 57 cm, musée de Dordrecht[13]. Œuvre où l'on peut voir entre autres objets la médaille reçue de Ferdinand III.
- Vue en perspective avec une femme lisant une lettre, vers 1670, huile sur toile, 214 × 179 cm, La Haye, Mauritshuis[14].
- Portrait de Mattheus van den Broucke (1620-1685), Conseil des Indes, 1670-1678, huile sur toile, 142 × 111 cm, Amsterdam, Rijksmuseum[15].
- Intérieur avec une femme et un chien, 1678, musée de Dordrecht.
- La Décollation de saint Jean-Baptiste[16], plume, encre brune, 193 × 218 mm, Paris, Beaux-Arts de Paris. L'artiste s'inspire pour les deux personnages principaux, saint Jean-Baptiste et le bourreau, d'une eau-forte de Rembrandt de 1640 intitulée La Décollation de saint Jean-Baptiste (,Paris, Fondation Custodia, collection Frits Lugt). Van Hoogstraten réalise un premier tracé fin à la plume, puis précise les formes avec des traits plus sombres, une technique utilisée par Rembrandt, mais appliquée ici d'une main plus lourde et moins attentive à la source de lumière[17].
- Feuille d'études avec un homme et une femme[18], plume, encre brune, lavis brun, corrigé en blanc. Au verso : trois études de jeunes garçons à la pierre noire, 118 × 76 mm, Paris, Beaux-Arts de Paris[19].
- Les Petits bergers[20]. Au verso : Études des jambes et d'une figure et une tête à la pierre noire, plume, encre brune, 62 × 55 mm, Paris, Beaux-Arts de Paris. Ces deux dessins provenaient d'une même feuille où se trouvaient d'autres figures, qu'un marchand a probablement découpée pour son commerce. Cela est attesté par le papier présentant les mêmes pontuseaux. La scène des deux bergers accompagnés de leurs chiens s'intègre logiquement dans l'œuvre de Van Hoostraten, qui compte déjà une composition pastorale avec des musiciens datée de 1653 dans la collection Frits Lugt (Fondation Custodia)[21].
- Moïse sauvé des eaux, plume, encre brune, lavis gris et de sanguine, 20,4 × 17,2 cm, Paris, Beaux-Arts de Paris[22]. Parti pris sensuel étonnant pour la figure de la fille de Pharaon.

Œuvres de Samuel van Hoogstraten
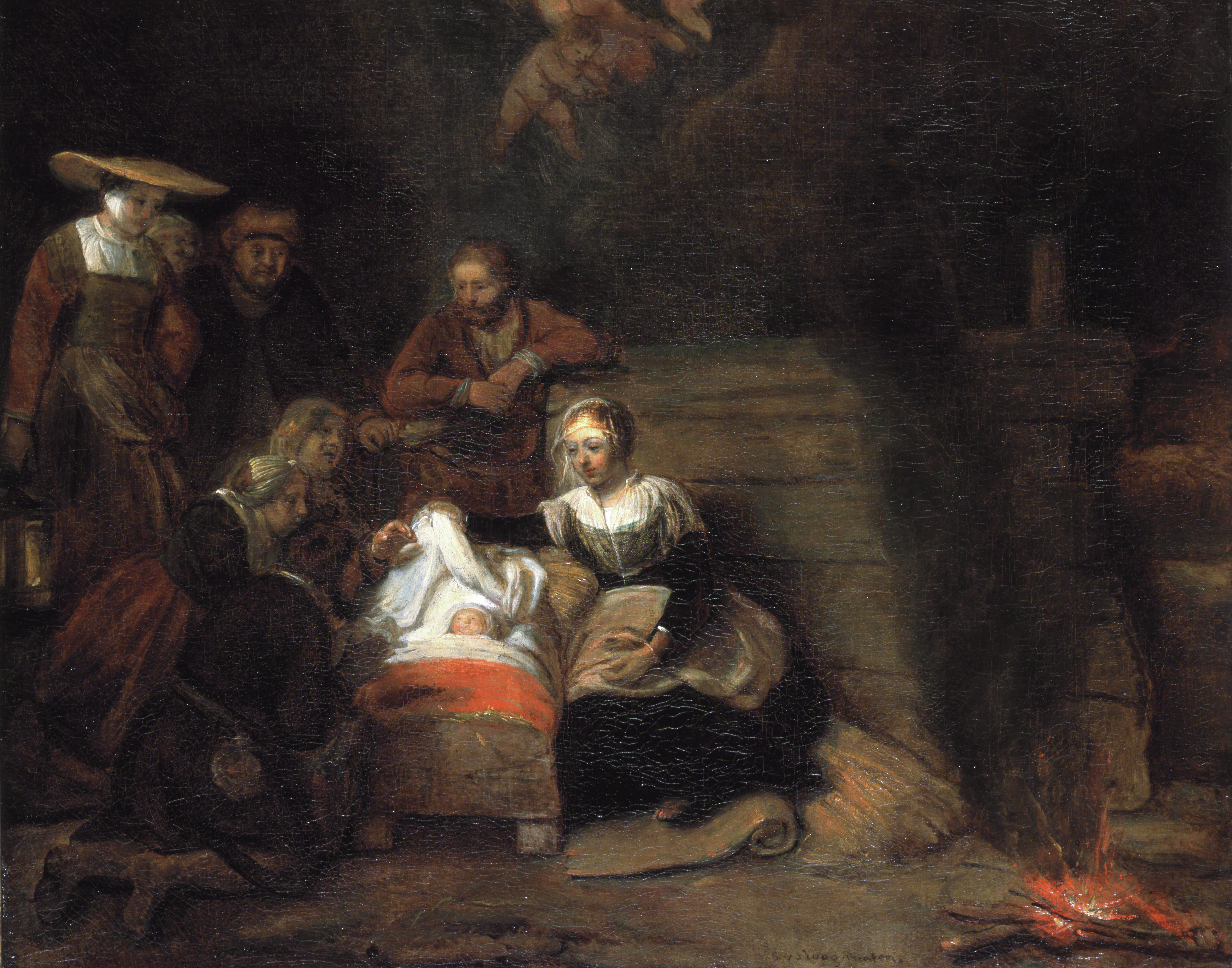
Adoration des bergers, 1647, musée de Dordrecht.
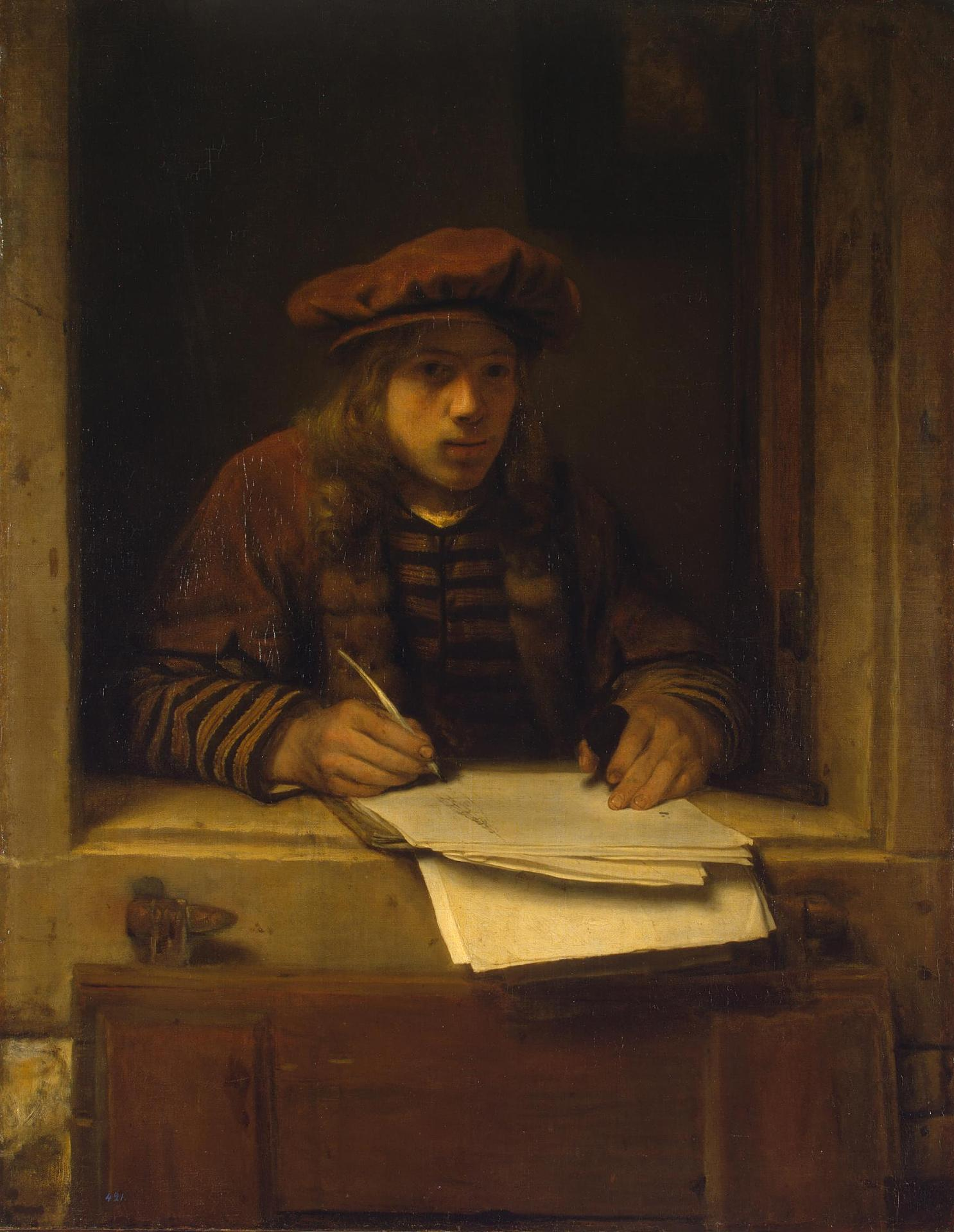
Autoportrait, vers 1647 Saint-Pétersbourg, musée de l'Ermitage.
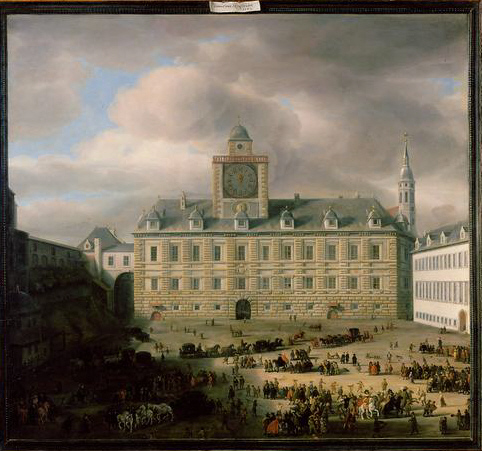
L'Intérieur de la Burgplatz à Vienne, 1652, musée d'Histoire de l'art de Vienne.
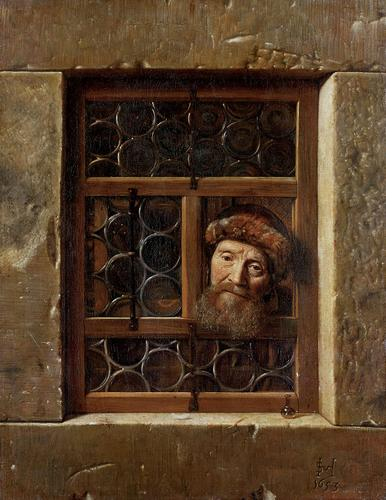
L'Homme à la fenêtre, 1653, musée d'Histoire de l'art de Vienne.
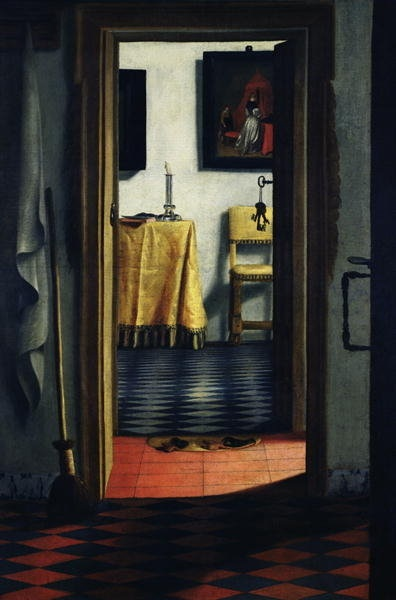
Les Pantoufles, 1654-1662 Paris, musée du Louvre.
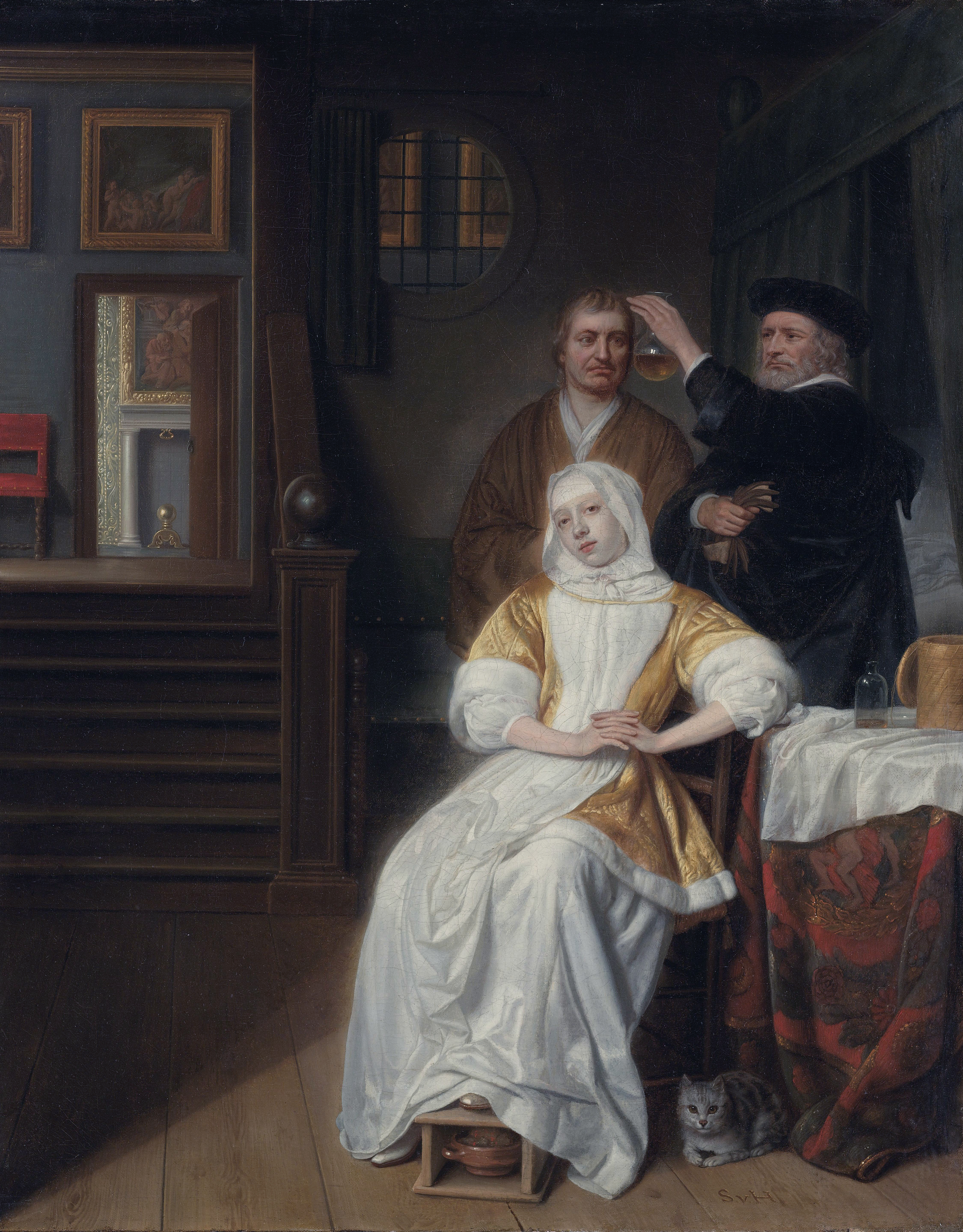
Femme consultant un docteur, 1660-1678 Amsterdam, Rijksmuseum.
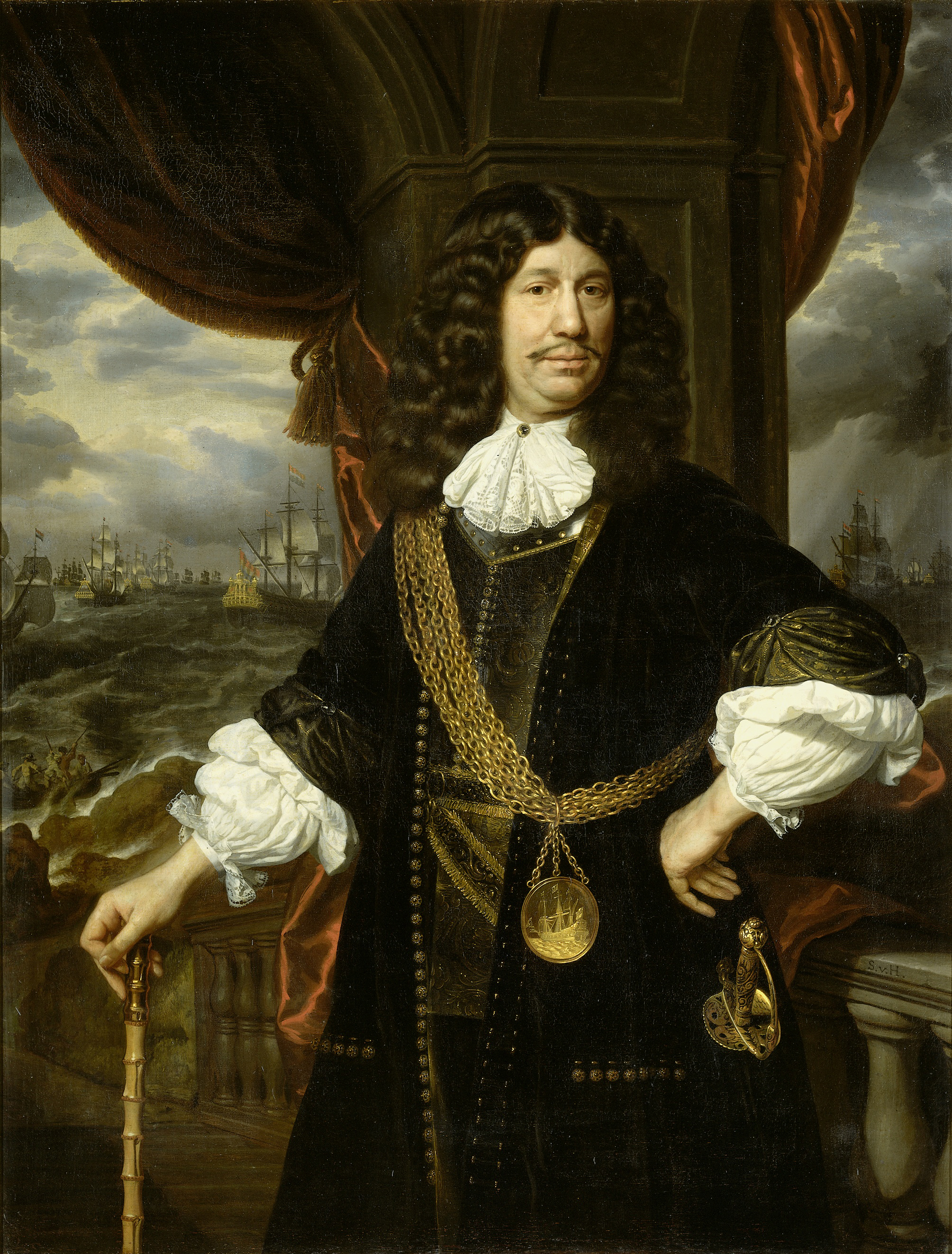
Van den Broucke, 1662, Amsterdam, Rijksmuseum.
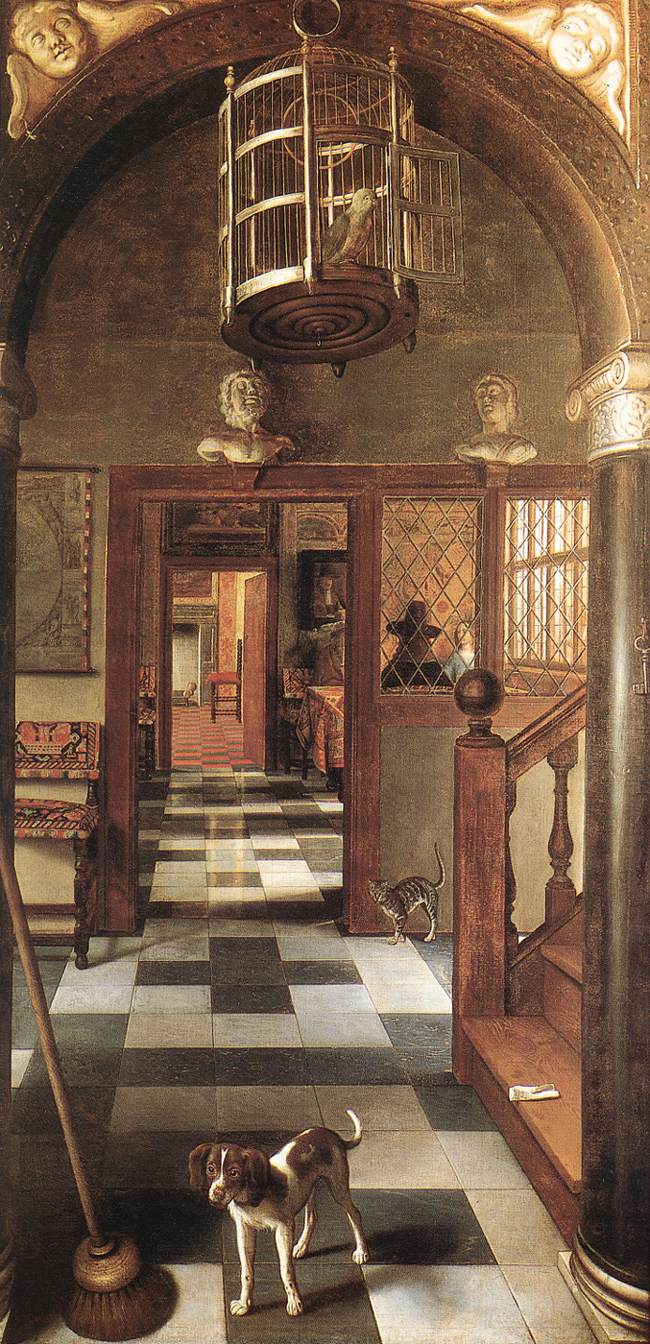
Vue d'un corridor, 1662 Dyrham Park.
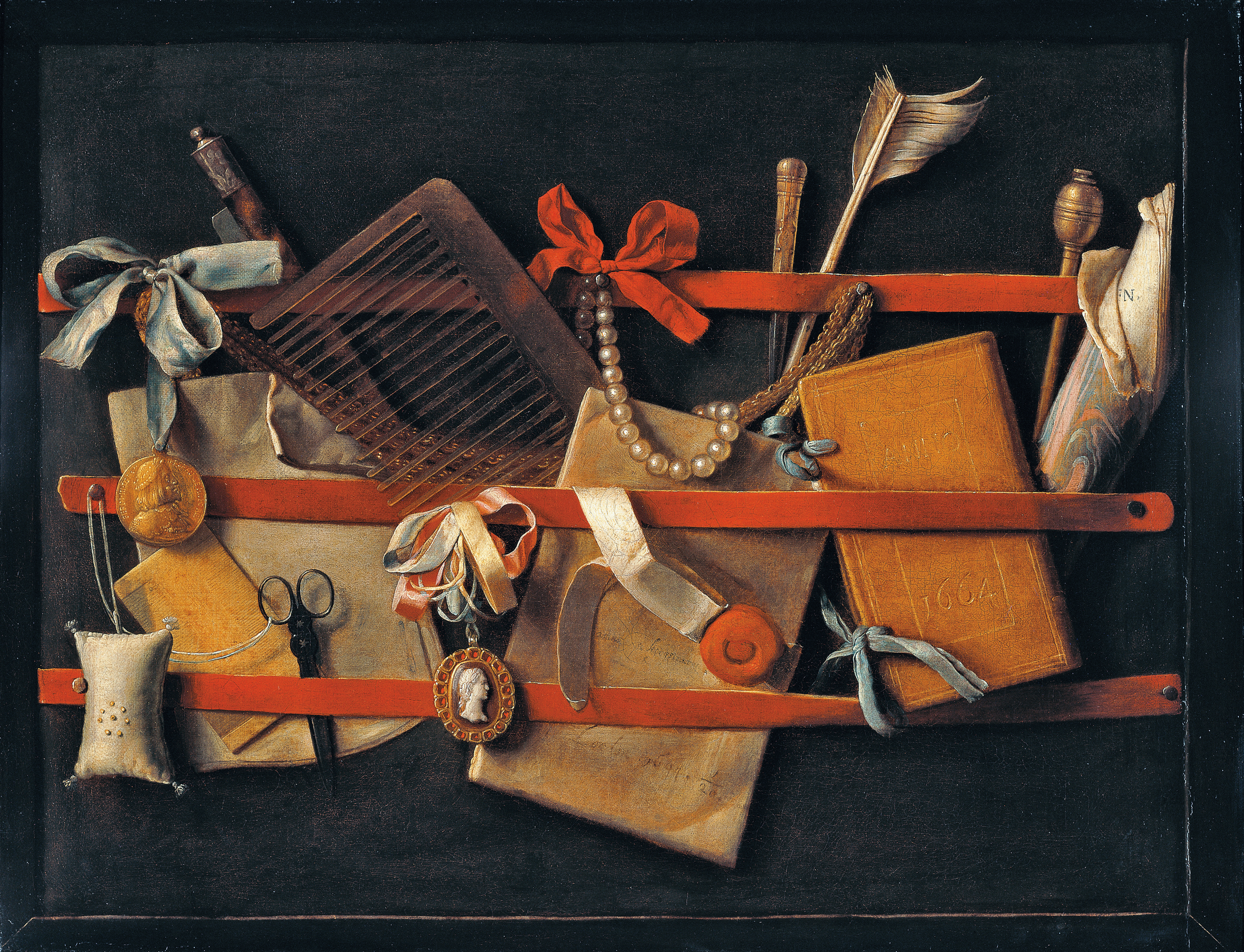
Nature morte en trompe-l'œil, 1664, musée de Dordrecht.
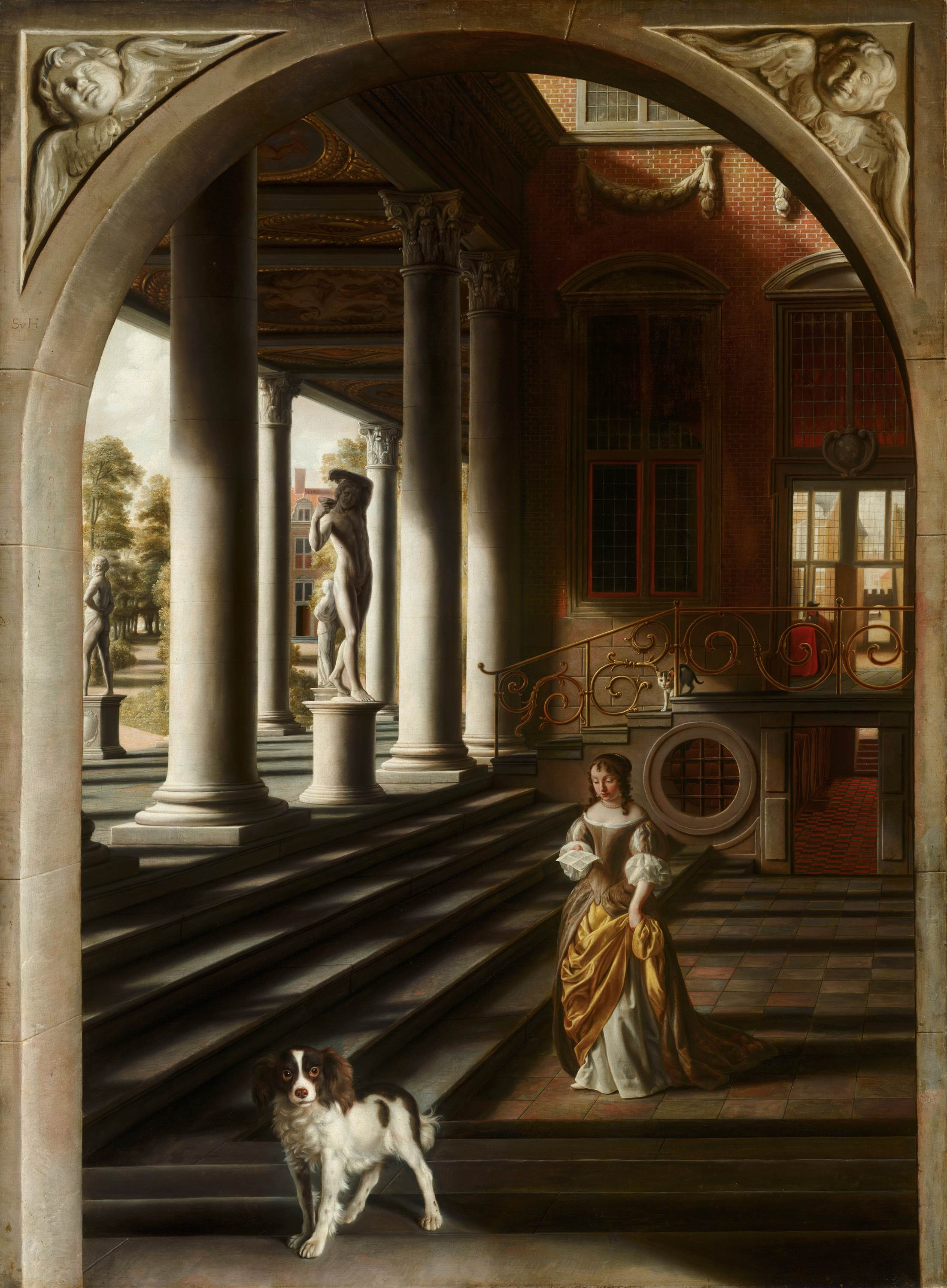
Perspective avec femme, 1670, La Haye, Mauritshuis.

### Publication
- (nl) Samuel van Hoogstraten, Inleyding tot de hooge schoole der schilderkonst, Rotterdam, 1678. Autobiographie (traduite en français)[23].